# Perthiola mazaneci
Perthiola mazaneci är en stekelart som beskrevs av Boucek 1988. Perthiola mazaneci ingår i släktet Perthiola och familjen finglanssteklar. Inga underarter finns listade i Catalogue of Life.